# Пищуховые иглохвостки
Пищуховые иглохвостки (лат. Certhiaxis) — род воробьиных птиц из семейства печниковые.

## Описание
Длина около 14 см. Имеют красноватый или коричнево-белый окрас. Предпочитают для обитания — равнины и места вблизи воды.

## Виды
Международный союз орнитологов относит к роду два вида:
- Желтогорлая пищуховая иглохвостка Certhiaxis cinnamomeus (Gmelin, 1788)
- Красно-белая пищуховая иглохвостка Certhiaxis mustelinus (Sclater, 1874)